# Ločica ob Savinji
Ločica ob Savinji je naselje v Občini Polzela. Naselje leži med Podvinsko Strugo in Savinjo, ter je znano po bljižnem arheološkem najdišču vzhodno od naselja. Tu je v drugi polovici 2. stol. n. š. zraslo veliko rimsko vojaško taborišče. Tlorisne mere taborišča so bile 543 m x 435 m. V obzidju so bila štiri vhodna vrata. Samo taborišče je imelo pet velikih poslopij in bolnico(ni potrjeno)oz. ne drži.